# Kolonya

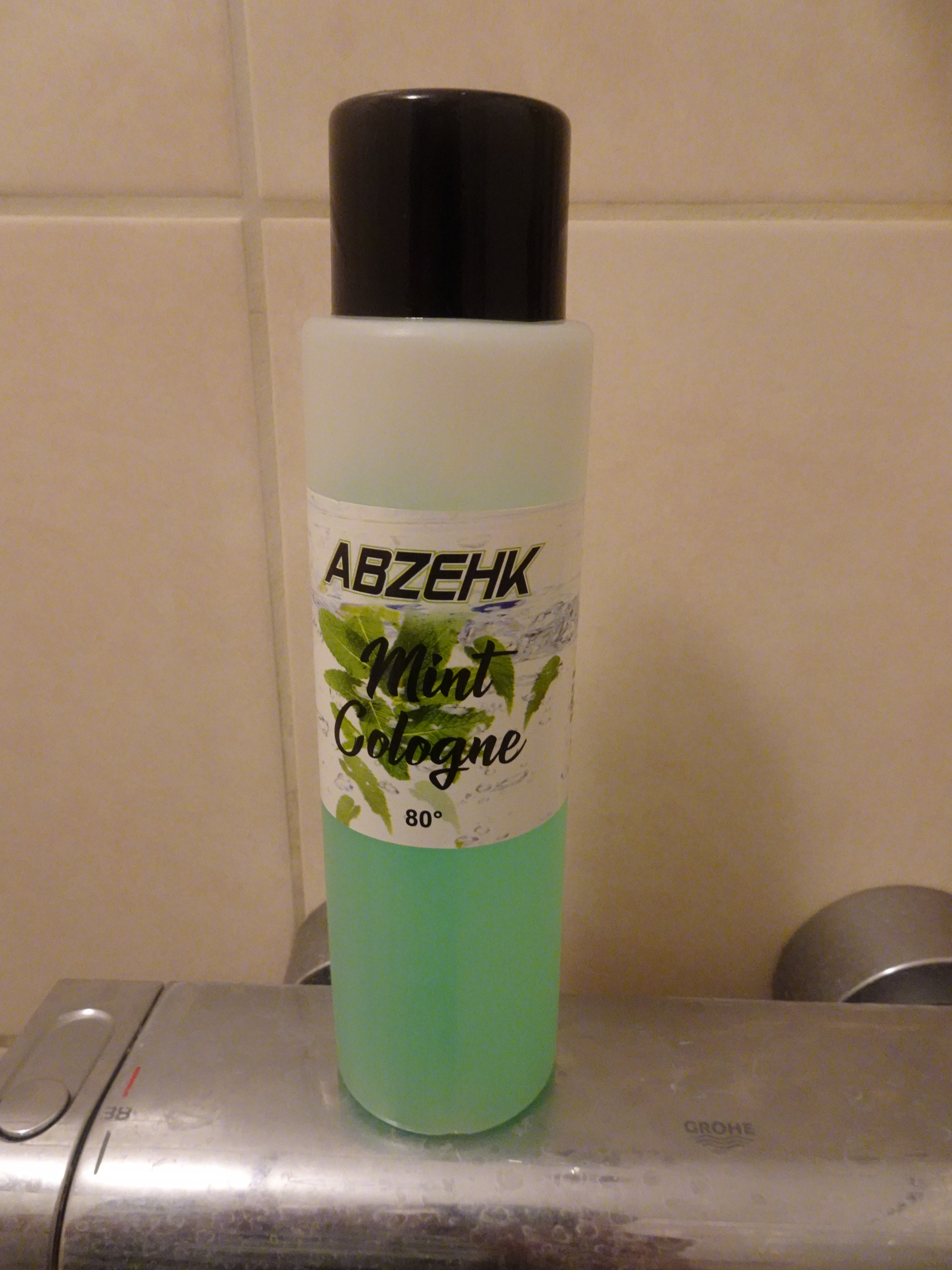
Een kolonya met mintgeur

Kolonya is een soort parfum, afkomstig uit Turkije. Kolonya wordt gebruikt als parfum of als ontsmettingsmiddel voor de handen.
Kolonya is in de 19e eeuw ontstaan in het Ottomaanse Rijk, toen eau de cologne voor het eerst uit Duitsland werd geïmporteerd. Dit nieuwe parfum was een inspiratiebron voor het maken van nieuwe geuren en verdrong het rozenwater, wat tot die tijd het voornaamste parfum in Turkije was. De naam 'kolonya' is afgeleid van 'Cologne'.
Kolonya is samengesteld uit ethanol (60-80%), water en aroma's. Traditioneel is het aroma afkomstig van vijgen, jasmijn, roos of citrus-ingrediënten. Het is in Turkije na de coronapandemie in 2020 steeds populairder geworden als desinfectiemiddel.